# Willoughby Waterleys
Willoughby Waterleys est une paroisse civile et un village du Leicestershire, en Angleterre.